# Öppet vatten-simning vid världsmästerskapen i simsport 2025 – Damernas 5 km
Damernas 5 km i öppet vatten-simning vid världsmästerskapen i simsport 2025 avgjordes den 18 juli 2025 vid Sentosa i Singapore.
Australiska Moesha Johnson tog guld, italienska Ginevra Taddeucci tog silver och japanska Ichika Kajimoto tog brons.

## Resultat
Tävlingen startade klockan 07:30.
| Placering | Simmare                     | Nationalitet                    | Tid                 |
| --------- | --------------------------- | ------------------------------- | ------------------- |
| 1         | Moesha Johnson              | Australien                      | 1:02.01,3           |
| 2         | Ginevra Taddeucci           | Italien                         | 1:02.02,3           |
| 3         | Ichika Kajimoto             | Japan                           | 1:02.28,9           |
| 4         | María de Valdés             | Spanien                         | 1:02.33,1           |
| 5         | Celine Rieder               | Tyskland                        | 1:02.34,1           |
| 6         | Lisa Pou                    | Monaco                          | 1:02.36,3           |
| 7         | Viktória Mihályvári-Farkas  | Ungern                          | 1:02.39,4           |
| 8         | Ana Marcela Cunha           | Brasilien                       | 1:03.10,2           |
| 9         | Inès Delacroix              | Frankrike                       | 1:03.10,5           |
| 10        | Giulia Gabbrielleschi       | Italien                         | 1:03.40,0           |
| 11        | Bettina Fábián              | Ungern                          | 1:03.53,5           |
| 12        | Caroline Jouisse            | Frankrike                       | 1:04.06,5           |
| 13        | Mariah Denigan              | USA                             | 1:04.08,6           |
| 14        | Ekaterina Sorokina          | Neutrala individuella idrottare | 1:04.09,7           |
| 15        | Tian Muran                  | Kina                            | 1:04.10,9           |
| 16        | Callan Lotter               | Sydafrika                       | 1:04.21,6           |
| 17        | Paula Otero                 | Spanien                         | 1:04.28,7           |
| 18        | Julie Pleskotová            | Tjeckien                        | 1:04.35,3           |
| 19        | Emma Finlin                 | Kanada                          | 1:04.37,2           |
| 20        | Tayla Martin                | Australien                      | 1:04.37,4           |
| 21        | Viviane Jungblut            | Brasilien                       | 1:04.56,7           |
| 22        | Brinkleigh Hansen           | USA                             | 1:05.00,6           |
| 23        | Mafalda Rosa                | Portugal                        | 1:05.00,6           |
| 24        | Polina Koziakina            | Neutrala individuella idrottare | 1:05.24,0           |
| 25        | Klaudia Tarasiewicz         | Polen                           | 1:06.05,4           |
| 26        | Louna Kasvio                | Finland                         | 1:06.25,3           |
| 27        | Su İnal                     | Turkiet                         | 1:06.26,0           |
| 28        | Georgia Makri               | Grekland                        | 1:06.28,9           |
| 29        | Alena Benešová              | Tjeckien                        | 1:06.31,0           |
| 30        | Candela Giordanino          | Argentina                       | 1:06.32,3           |
| 31        | Lin Jia-shien               | Taiwan                          | 1:06.34,2           |
| 32        | Cheng Hanyu                 | Kina                            | 1:06.34,3           |
| 33        | Danna Martínez              | Ecuador                         | 1:06.35,9           |
| 34        | Malak Meqdar                | Marocko                         | 1:06.49,3           |
| 35        | Catherine Van Rensburg      | Sydafrika                       | 1:06.50,4           |
| 36        | Špela Perše                 | Slovenien                       | 1:08.34,9           |
| 37        | Leonie Tenzer               | Finland                         | 1:08.36,2           |
| 38        | Ana Abad                    | Ecuador                         | 1:08.49,9           |
| 39        | Klara Bošnjak               | Kroatien                        | 1:08.55,6           |
| 40        | Nip Tsz Yin                 | Hongkong                        | 1:08.58,0           |
| 41        | Paulina Alanís              | Mexiko                          | 1:09.50,5           |
| 42        | Wang Yi-chen                | Taiwan                          | 1:09.53,0           |
| 43        | Kate Ona                    | Singapore                       | 1:09.53,9           |
| 44        | Nathalie Medina             | Venezuela                       | 1:09.54,4           |
| 45        | Yanci Vanegas               | Guatemala                       | 1:09.55,6           |
| 46        | Pilar Cañedo                | Uruguay                         | 1:09.57,8           |
| 47        | Kim Sue-ah                  | Sydkorea                        | 1:11.15,8           |
| 48        | Hwang Ji-yeon               | Sydkorea                        | 1:11.42,7           |
| 49        | Chonpasanop Chatwuti        | Thailand                        | 1:11.42,7           |
| 50        | Daniela Suárez              | Venezuela                       | 1:11.42,8           |
| 51        | Saida Yelemes               | Kazakstan                       | 1:11.47,1           |
| 52        | Izzy Dwifaiva Hefrisyanthi  | Indonesien                      | 1:11.50,4           |
| 53        | Nikita Lam                  | Hongkong                        | 1:12.10,4           |
| 54        | María Porres                | Guatemala                       | 1:12.27,4           |
| 55        | Alondra Quiles              | Puerto Rico                     | 1:12.31,5           |
| 56        | Isabella Hernández          | Dominikanska republiken         | 1:12.35,6           |
| 57        | Sara Martínez               | Mexiko                          | 1:13.23,1           |
| 58        | Alexandra Mejía             | Andorra                         | 1:13.36,6           |
| 59        | María Fernanda Arellanos    | Peru                            | 1:13.46,0           |
| 60        | Muse Goh                    | Singapore                       | 1:13.57,4           |
| 61        | Minagi Rupesinghe           | Sri Lanka                       | 1:14.03,2           |
| 62        | Cielo Peralta               | Paraguay                        | 1:15.09,6           |
| 63        | Christina Durán             | Dominikanska republiken         | 1:15.31,4           |
| 64        | Dayana Meléndez             | El Salvador                     | 1:15.31,5           |
| 65        | Reza Westerduin             | Namibia                         | 1:15.42,6           |
| 66        | Ayazhan Ainabekova          | Kazakstan                       | 1:16.07,8           |
| 67        | Meenakshi Gopakumar Menon   | Indien                          | 1:16.42,4           |
| 68        | Madison Bergh               | Namibia                         | 1:16.56,2           |
| 99        | Selinnur Sade               | Turkiet                         | Utanför tidsgränsen |
| 99        | Desak Nyo Pradnyaswari Dewi | Indonesien                      | Utanför tidsgränsen |
| 99        | Micheline Bathfield         | Mauritius                       | Utanför tidsgränsen |
| 99        | Purva Sandip Gawade         | Indien                          | Utanför tidsgränsen |
| 99        | Loreley Daleney             | Bolivia                         | 0DNF0               |
| 99        | Victoria Okumu              | Kenya                           | 0DNF0               |
| 99        | Maria Bianchi               | Kenya                           | 0DNF0               |
| 99        | Ana Domingues               | Moçambique                      | 0DNF0               |
| 99        | Swagiah Mubiru              | Uganda                          | 0DNF0               |
| 99        | Jeannette Spiwoks           | Tyskland                        | 0DNS0               |